# 张超 (乒乓球运动员)
张超（1985年1月7日—），男，辽宁鞍山人，中国乒乓球运动员，右手横握球拍，弧圈结合快攻型打法。

## 生平
张超6岁开始打球，8岁前往广东发展，2000年8月进入中国国家青年队，之后上调到国家队，曾与王皓、陈玘、郝帅、单明杰和邱贻可合称国乒“六小龙”，此后长期在国家队担任陪练队员。2009年横滨世乒赛，张超以黑马姿态取得男子单打比赛的参赛资格，但在32强战中负于韩国的金廷勋，而混双比赛则和姚彦合作，获得季军。2011年鹿特丹世乒赛，张超与曹臻合作，于混双决赛击败郝帅/木子，首获世界冠军。
2013年末，张超从国家队退役，但仍将征战乒超联赛。